# Taraxacum aurosuloides
Taraxacum aurosuloides — вид квіткових рослин з родини айстрових (Asteraceae). Вид зростає в Європі: Швейцарія, Польща, Франція, Італія; це багаторічна рослина помірних біомів.